# La Grallera (els Masos de Baiarri)
La Grallera és una cavitat del terme de Conca de Dalt, al Pallars Jussà, dins de l'antic terme de Claverol, a l'enclavament dels Masos de Baiarri.
Està situada a la part central-oriental de l'enclavament, al nord-est de l'Obaga de l'Alou, a ponent de la Solana de la Grallera i molt a prop, al sud-oest, de la Font de la Grallera.